# Edward Bertold

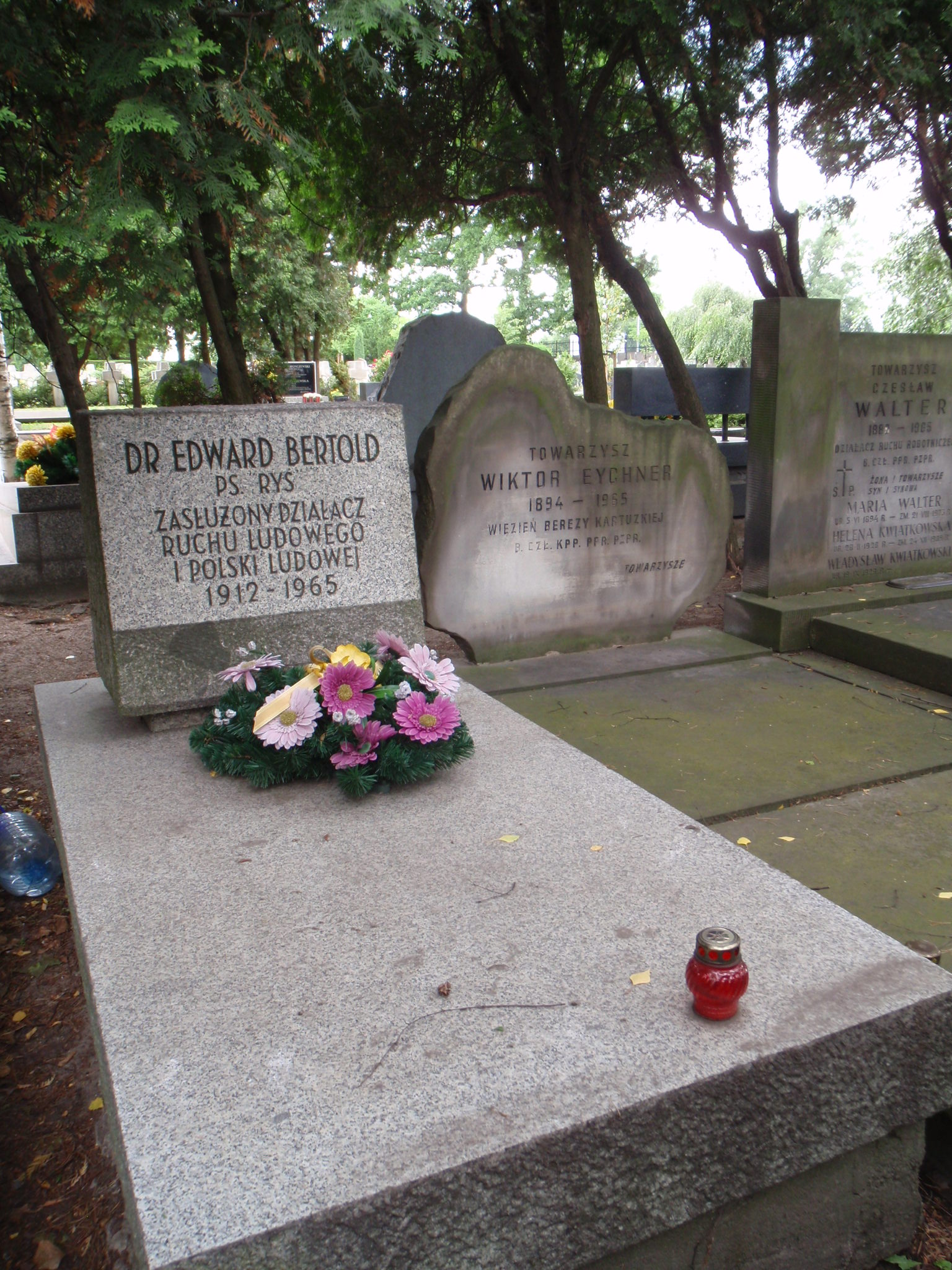
Grób Edwarda Bertolda na Cmentarzu Wojskowym na Powązkach w Warszawie

Edward Bertold (ur. 21 listopada 1912 w Pasiece, zm. 31 stycznia 1965 w Warszawie) – polski prawnik (doktor praw), polityk.

## Życiorys
Syn Adama i Leokadii. W 1934 ukończył studia na Wydziale Prawa Uniwersytetu Warszawskiego. Po odbyciu służby wojskowej, w 1935 podjął pracę w magistracie m. Łodzi. Należał wówczas do koła Związku Młodzieży Wiejskiej RP w Żabieńcu pod Łodzią.
Żołnierz kampanii wrześniowej, zbiegł z obozu jeńców w Pruszkowie, powrócił do Łodzi, pracował jako robotnik. Od 1940 w konspiracyjnej Polskiej Organizacji Zbrojnej w Łodzi, współredaktor pisma Jutrzenka. Następnie po aresztowaniu i zwolnieniu ukrywał się w Generalnym Gubernatorstwie w Polichnie, Kraśniku, Białej k. Janowa Lubelskiego oraz w Zarzeczu k. Niska. Od 1943 żołnierz oddziału partyzanckiego Batalionów Chłopskich.
Po wkroczeniu Armii Czerwonej na terytorium Polski, jako pełnomocnik delegatury PKWN w Rzeszowie organizował rady narodowe i struktury lubelskiego Stronnictwa Ludowego. Od września 1944 wiceprezes Zarządu Wojewódzkiego SL w Rzeszowie i członek Tymczasowego Zarządu Głównego SL. Od marca 1945 członek Rady Naczelnej SL, wiceprzewodniczący Wojewódzkiej Rady Narodowej w Rzeszowie. W sierpniu 1945 wraz z większością struktur SL kierowanych przez Stanisława Bańczyka przeszedł do Polskiego Stronnictwa Ludowego Stanisława Mikołajczyka. Od czerwca 1946 w rozłamowym wobec PSL PSL „Nowe Wyzwolenie”, członek Głównego Komitetu Wykonawczego. Od października 1946 członek Rady Naczelnej i wiceprezes GKW stronnictwa. Od lutego 1948 ponownie w SL. Od 1949 należał do ZSL.
Od października 1944 zastępca kierownika Resortu Rolnictwa i Reform Rolnych PKWN, od 31 grudnia 1944 minister rolnictwa i reform rolnych w Rządzie Tymczasowym RP. W lipcu 1945 mianowany prezesem Państwowego Banku Rolnego w Warszawie. Od maja 1949 wicewojewoda poznański. Od 1950 wiceprzewodniczący Prezydium WRN w Poznaniu, jednocześnie wiceprezes Zarządu Wojewódzkiego ZSL w Poznaniu. Od 1 maja 1953 dyrektor departamentu w Ministerstwie Rolnictwa, od czerwca 1961 wiceprezes Narodowego Banku Polskiego.
W latach 1956–1959 zastępca członka Naczelnego Komitetu ZSL, w latach 1959–1961 wiceprzewodniczący Głównego Sądu Partyjnego, od 1964 członek NK ZSL. W styczniu 1963 wybrany na prezesa Komitetu Warszawskiego ZSL.
Od 1944 do 1947 był posłem do KRN.
Został pochowany na Cmentarzu Wojskowym na Powązkach w Warszawie (kwatera C 2-13-6).

## Ordery i odznaczenia
- Krzyż Komandorski z Gwiazdą Orderu Odrodzenia Polski
- Order Sztandaru Pracy II klasy (6 kwietnia 1955)[5]
- Krzyż Partyzancki
- Medal za Warszawę 1939–1945 (17 stycznia 1946)[6]
- Medal 10-lecia Polski Ludowej (10 stycznia 1955)[7]
- Złota odznaka honorowa „Za Zasługi dla Warszawy” (1965)[8]